# Clive Wake
Clive Wake, né au Cap, est un critique littéraire, éditeur et traducteur de littérature française et africaines moderne.

## Biographie
Clive Wake a étudié à l'université du Cap et à la faculté des lettres de Paris. Il a enseigné à l'université du Zimbabwe et à l'université du Kent où il est professeur émérite de littérature française et africaine.

## Publications
- (ed. avec John O. Reed) A Book of African Verse, Londres: Heinemann Educational, 1964. African Writers Series 8. Later edition published (1984) as A new book of African verse.
- (tr. avec John Reed) Prose and poetry, de Léopold Sédar Senghor. Londres: Oxford University Press, 1965.
- (ed.) An anthology of African and Malagasy poetry in French. Londres: Oxford University Press, 1965.
- (tr. avec John Reed) Nocturnes, de Léopold Sédar Senghor. Londres: Heinemann Educational, 1969. African Writers Series 71
- (tr.) The Money-Order, with White Genesis de Sembène Ousmane. London: Heinemann Educational, 1972. African Writers Series 92. (Traduction de Vehi ciosane ou Blanche-genèse suivi du Mandat, Paris: Présence africaine, 1965.)
- (ed. et tr. avec John Reed) French African Verse, Londres, etc.: Heinemann Educational, 1972. African Writers Series 106.
- (tr.) The Wound, de Malick Fall. Londres: Heinemann, 1973. Traduit du français La plaie.
- The novels of Pierre Loti, The Hague: Mouton, 1974
- (tr. avec John Reed) Traductions de la nuit : Poèmes choisis de Jean-Joseph Rabearivelo. Londres: Heinemann. African writers series 167
- (avec Martin Banham) African theatre today, 1976
- (tr.) Xala, de Sembène Ousmane
- (tr.) The Seven Solitudes of Lorsa Lopez, de Sony Labou Tansi. Oxford ; Portsmouth, NH: Heinemann, 1995. African Writers Series